# Шаульдер
Шаульдер (каз. Шәуілдір) — село в Туркестанской области Казахстана. Административный центр Отырарского района. Административный центр и единственный населённый пункт Шаульдерского сельского округа. Код КАТО — 514830100.

## История
С 9 января по март 1935 года являлся центром Шаульдерского района, с февраля 1963 года — центром Кзыл-Кумского сельского района, с 5 июля 1991 года — Отрарского района.

## Население
В 1999 году население села составляло 8561 человек (4242 мужчины и 4319 женщин). По данным переписи 2009 года в селе проживало 8428 человек (4205 мужчин и 4223 женщины).
На начало 2019 года население села составило 7263 человека (3794 мужчины и 3469 женщин).

## Достопримечательности
Северо-западнее села расположено средневековое городище Жалпактобе, а в 7 км на юг — древнее городище Ахайтобе.

## Известные земляки
- Дайрабай Ерназарулы (1860—1937) — кюйши, домбрист.
- Джамбулатов, Ханибек (1898 — ?) — Герой Социалистического Труда.
- Кенжеков, Алтынбек Жолдасович (1941—2001) — театральный актёр.